# Uwe Weller
Uwe Weller (* 16. Januar 1958 in Jeßnitz) ist ein ehemaliger deutscher Fußballspieler im Mittelfeld. Er spielte für die BSG Energie Cottbus in der DDR-Oberliga.

## Karriere
Weller spielte in seiner Jugend bei der BSG Chemie Wolfen und bei Hallescher FC Chemie. Anschließend spielte er von 1977 bis 1979 im Rahmen seines Wehrdienstes bei der ASG Vorwärts Cottbus-Süd, bevor er 1979 zur BSG Energie Cottbus ging, die damals in der zweitklassigen DDR-Liga spielte. In seiner ersten Saison 1979/80 kam er lediglich zweimal zum Einsatz, darunter sein Debüt am 30. September 1979 beim 0:3-Erfolg gegen die ASG Vorwärts Plauen. In der folgenden Spielzeit schoss Weller drei Tore in 21 Partien und absolvierte anschließend alle acht Spiele in der Aufstiegsrunde. In der Oberligasaison 1981/82 spielte er neunmal. Seinen ersten Einsatz hatte er am 22. August 1981, als er am 1. Spieltag bei der 0:5-Niederlage gegen Rot-Weiß Erfurt in der Startelf stand und in der 46. Minute für Dietmar Drabow ausgewechselt wurde. Nach dem direkten Abstieg kam er nur noch in vier Partien zum Einsatz, in denen ihm ein Tor gelang. Nebenher spielte Weller noch für die Reservemannschaft, für die er in 23 Spielen sechs Treffer erzielte. 1982 wechselte er zur BSG Lokomotive Cottbus, wo er bis 1985 blieb. Anschließend ging er zur BSG Aktivist Dissenchen und beendete dort seine Karriere 1989.